# 戈雷迪钱恰
戈雷迪钱恰（Goredi Chancha），是印度拉贾斯坦邦Nagaur县的一个城镇。总人口9834（2001年）。

## 人口
该地2001年总人口9834人，其中男性5238人，女性4596人；0—6岁人口1569人，其中男851人，女718人；识字率63.70%，其中男性为74.70%，女性为51.15%。